# Jalung Kang
Jalung Kang (Yalung Kang, 8505 m) je západní vrchol Kančendžengy (8586 m), třetí nejvyšší hory na Zemi. První výstup se podařil japonské expedici v roce 1973 jihozápadní stěnou. Nejpoužívanější trasou na vrchol je ale rakouská cesta z roku 1982, která je až do výšky asi 7500 m totožná s klasickou cestou na hlavní vrchol hory.
První výstup na vrchol uskutečnili v roce 1973 Japonci Yutaka Ageta a Takao Matsuda. V roce 1980 byla hora poprvé zdolána bez baleného kyslíku.